# Les Terrasses du jeudi
 (février 2024).
Si vous disposez d'ouvrages ou d'articles de référence ou si vous connaissez des sites web de qualité traitant du thème abordé ici, merci de compléter l'article en donnant les références utiles à sa vérifiabilité et en les liant à la section « Notes et références ».
Les Terrasses du jeudi est un festival de musique créé en 2007 par le service culturel de la ville de Rouen et l'agence de Conseil en communication Prologue. Ces concerts ont lieu tous les jeudis pendant le mois de juillet, sont gratuits et ouverts à tous.
Les concerts se déroulent généralement sur des scènes improvisées proches de bars en centre-ville. Les groupes les plus importants sont placés sur l'unique scène de grande envergure, généralement sur la place Saint-Marc,

## Programmations

### Édition 2007
L'édition 2007 des Terrasses du jeudi présentait à l'affiche 25 concerts, les 5, 12, 19 et 26 juillet 2007.
| 05/07/2007 - Marcel et son Orchestre - Lucien et les Arpettes - Polymorpheus - Bad Joke - Color Island - 39th and Norton - Allons-y tant que c'est chaud | 12/07/2007 - Jean-Louis Murat - Gadjologie - Ye-Ye - 21x29Set - Ludo Pin - Équation | 19/07/2007 - Mark Gardener - Otopodoragi - Boule et Caillou - Nina Bobsing - Nascimento Quartet - Romain Dudek | 26/07/2007 - Raùl Paz - Zikfa - Melting Pot - Aña - Jazzpel |
| |                                                                                     | |                                                             |

### Édition 2008
L'édition 2008 s'est déroulée sur quatre jeudis : les 3, 17, 24 et 31 juillet 2008.
| 03/07/2008 - M. Lab! - Kinkeliba - Bertrand & - Frederic Borey Group - Eugene Steed - Kiss Kiss Bang Bang / Calc | 17/07/2008 - Daphné - Bal Taquin - La Soucoupe cassée - Kim Novak - Galito | 24/07/2008 - HushPuppies - Elektrocution - Rachel Ratsizafy - So Leslie - Celestial Broken Cast - La Mygale - Zikatatane | 31/07/2008 - Hightone - Noise addicted Ensemble - Yeti - Your Happy End - Dirty Important Person - A'Brass |
| |                                                                            | | |

### Édition 2009

Affiche de l'édition 2009.

L'édition 2009 s'est déroulée le 25 juin et les 2, 9, 16 et 23 juillet 2009.
| 25/06/2009 - The Ting Tings - Dead Rock Machine - Étienne de Crécy | 02/07/2009 - Dubbin' - Mister Moonlight - La Familia - Florence Fourcade - ZEF | 09/07/2009 - Faso Ouattara - Santa Cruz - Vidableu - Whiskybaba - Celestial Broken Cast - guLdeboA | 16/07/2009 - Gordon Melon - Candela Mi Son - Kumquat - Jean Caron - Frédéric Monino - Alain de Nardis | 23/07/2009 - Trio Zéphyr - Claire Michaël Quartet - Iznayen - Les Bœufs Troquistes - Labo - Yuri Buenaventura |
|                                                                    |                                                                                | | | |

### Édition 2010
L'édition 2010 s'est déroulée les 1er, 8, 15, 22 et 29 juillet 2010.

### Édition 2011
L'édition 2011 s'est déroulée le 30 juin et les 7, 14, 21 et 28 juillet 2011.
| 30/06/2011 - True Live - Friendly Fires - Missill | 07/07/2011 - Claire Jau - Kabbalah - Mélosolex - Melissa Jennings - Syntax Error | 14/07/2011 - Kelenya - Elisa Jo - Papanosh - Anaïs et Rebecca - The Divine’s Orchestra - 39th and Norton - Tokyo Overtones - kIM NOVAk | 21/07/2011 - Stefan Orins Trio - Willo - Le Bal d'Areski - Courir les Rues - MOA | 28/07/2011 - The Buttshakers - Nicola Són - Marita trio - Samy Thiebault Quintet - The Street Chamaan - Susheela Raman |
|                                                   |                                                                                  | |                                                                                  | |

### Édition 2013
L'édition 2013 s'est déroulée les 4, 11, 18, 25 juillet et le 1er août 2013.
| 04/07/2013 - Lascaux - Dinosaur Jr - Pachanga Boys | 11/07/2013 - Amara - Yuval Amihai Ensemble - Tavez Bartali - Comont - Manceau | 18/07/2013 - Choco-punk - Souinq - Big Four - Flex'Orchestar - Older - For the Hackers - Grove - Florian Mona - La Maison Tellier | 25/07/2013 - The Dirty Smellers - Sophia Lorenians - Hawaiian Pistoleros - Askehoug - Totem | 01/08/2013 - Cros & Thierry Chazelle - Dominique Carré - Bebey Prince Bissongo - Dallas - Magic Hawai - Fatoumata Diawara |
|                                                    |                                                                               | |                                                                                             | |

### Édition 2014
L'édition 2014 s'est déroulée les jeudis 10, 17, 24 et 31 juillet 2014.
| 10/07/2014 - Lucien & Les Arpettes - Les Agamemnonz - The Footnotes - Aloha Orchestra - Shifumi Orkestar - "O" Quartet | 17/07/2014 - Eskelina Svanstein - KY - La Gallera Social Club - Yidaki Jug Band - Bengäl - We Are Match - Tahiti 80 - Fakear | 24/07/2014 - Wood - Bad For Lazarus - Nicolas Jules - Mattic - Paon | 31/07/2014 - Tallisker - Left Lane Cruiser - Electropikal Roots Cult - Fowokan - Def - Bombino |

### Édition 2015
L'édition 2015 s'est déroulée les jeudis 9, 16, 23 et 30 juillet 2015.
| 09/07/2015 - Leo "bud" Welch - Eye Of The Liger - Alex Rasse Trio - Tù Me Gùsta - Inu - Golden Gloss & The Cannon - Bk And Dad | 16/07/2015 - Acid Arab - Encore! - Monsieur Roux - Giles Hedley & The Aviators - Gaoussou Konés Cars - Green Street - Mandahle - Bar À Mômes | 23/07/2015 - 3 Minutes Sur Mer - Thomas Schoeffler Jr. - Dorian's Grace - Hot Slap - Jacobson | 30/07/2015 - Nina Attal - Zakouska - Sax Machine Ft. Racecar - Gemma Ray - Sparky In The Clouds - Gul De Boa |
| | |                                                                                               | |

### Édition 2016
L'édition 2016 s'est déroulée sur quatre jeudis : les 7, 14, 21 et 28 juillet 2016.
| 07/07/2016 - Presque l'Amour - Dizzy Yug - Gandi Lake - Soul power - The Perkins - CookingWithElvis - Pomme - Ausmuteants | 14/07/2016 - Garçons s'il vous plaît ! - Cabaret Contemporain - Ishmel McAnuff & the Frontline Band - Ben Herbert Larue - Dimoné - Ilaria Graziano & Francesco Forni - Denécheau Jâse Musette | 21/07/2016 - Clube Dos Democràticos - Open Water Collective - Deaf In Stereo - Les Fumistes - Shak Shakembo - Graceland [Remplacé par Flood + Open water collective] - Camp Claude - Juniore - Sianna - Marlin [Remplacé par TEPR] | 28/07/2016 - Octantrion - Metro Verlaine - Marvin Jouno - Bam Bam Tikilik - You Said Strange - Loya - Miraculous Mule - Calypso Rose |
| | | | |

### Édition 2017
L'édition 2017 s'est déroulée les 6, 13, 20 et 27 juillet 2017.
| 06/07/2017                      | 13/07/2017       | 20/07/2017       | 27/07/2017                                    |
| ------------------------------- | ---------------- | ---------------- | --------------------------------------------- |
| Emerson Prime                   | Popping Hole     | Huit Nuits       | Jahen Oarsman                                 |
| Radix                           | Mbata Kongo      | Octantrion       | You Said Strange                              |
| Nord                            | The Sharkettes   | MNNQNS           | Bam Bam Tikilik                               |
| Le Goût Acide des Conservateurs | Celenod          | Moze Greytown    | Xavier Boyer                                  |
| Loscar Combo                    | Vanessa Rebecker | Kaddy & the Keys | Manu Lanvin                                   |
| Lespri Ravann                   | Enablers         | Laura Cahen      | Metro Verlaine                                |
| Rocky                           | The Angelcy      | The Goaties      | The Gipsy Band                                |
| Cléa Vincent                    |                  | Laish (en)       | Theo Lawrence & the Hearts                    |
| Romare                          |                  | Daisy            | Pierre Omer's Swing Revue feat. special guest |
|                                 |                  | Le Tiers         | Lalla Morte                                   |
|                                 |                  |                  | Dj Fly & Dj Netik                             |

### Édition 2018
L'édition 2018 s'est déroulée les 5, 12, 19 et 26 juillet 2018.
- 5 juillet : Terrasse Des Kids, Bafang, Gaëdic Chambrier, Joad, The Baked Beans, Klub Des Loosers, The Experimental Tropic Blues Band, Tshegue, Tambour Battant
- 12 juillet : Impossible, Benoît Lugue Et Cycles, Hoboken Division, Strange O'clock, Rccs, Santa Cruz, Lolomis
- 19 juillet : Adelys, Mantekiya, Grand Final, Thom And The Tone Masters, Anton, Joey Le Soldat
- 26 juillet : Fred Aubin Quartet, Mbb Crew, Servo, Günther, Shake The Ronin, Brns, Rumble2jungle, La Chiva Gantiva

### Édition 2019
L'édition 2019 se déroule les 4, 11, 18 et 25 juillet 2019.
- 4 juillet : King Biscuit, La Gamine, Johnny and Rose, Kinkeliba, Vilain Cœur, DJ Sebastian Erik Klein, Steeple Remove, Tahiti 80, Christine
- 11 juillet : Le bal swing des Terrasses, Turbo Niglo, Dôgô Foly, Gene Clarksville, Feathers and Greed, Requin Chagrin
- 18 juillet : ADM, Burking Youth, Lady Arlette, Ellah A. Thaun, Billet d'Humeur, We Hate You Please Die
- 25 juillet : Ameriga, Marcus & CookieMonkey, Y O U, Animal Tristé, Tankus the Henge, DJ Aeon Seven, Sango Ndidi Ndolo, Dope Saint Jude, Orkesta Mendoza

### Édition 2020
En raison de la pandémie de Covid-19, les Terrasses du Jeudi édition 2020 n'ont pas eu lieu.

### Édition 2021
L'édition 2021 se déroule les 1er, 8, 15, 22 et 29 juillet 2021.
- 1er juillet : MED, J Sugar, La Chica, Sango Ndedi Ndolo
- 8 juillet : Hawaian Pistoleros, Ottis Coeur, Inland, Cannibale
- 15 juillet : Philo et les voix du tambour, You Said Strange, Amen Viana, Laetitia Shériff
- 22 juillet : Bakos, Molina Unit, La Gâpette, 1.8.8.1 une duographie de la Maison Tellier
- 29 juillet : Lonny, Biceps-B, Octantrion, Johnny Mafia

### Édition 2022
L'édition 2022 se déroule les 7, 14, 21 et 28 juillet 2022.
- 7 juillet : Kong la Batucada, Papanosh, White Velvet, Lotti, Aeon Seven, Motema, Agence Turlututu, Venus VNR, Bafang
- 14 juillet : Jaz Delorean, Horzines Stara, Roches noires, DJ PAS, The Saturnight Folk Revue, Tankus the Henge, Gabriel Gosse
- 21 juillet : Latché Swing, Les Agamemnonz, Dye Crap, Museau, Johnny and Rose, Quintron & Miss Pussycat, Calling Marian
- 28 juillet : Ohm, Cuarteto Tafi, Own, Panthère blessée & Pintade vegan, Brama, Faun Fables, Jahen Oarsman, Star Feminine Band

### Édition 2023
L'édition 2023 se déroule les 6, 13, 20 et 27 juillet 2023.
- 6 juillet : Kong la Batucada du Kalif, Si Senior, Zar Electrik, Cachasax, Miraculous Mule, The Guru Guru, Pixvae, DON RIMINI
- 13 juillet : Olifan « À l'Ouest je te plumerai », Matheus Donato, Kiss The Apache, Planterose, Oua-Anou Diarra, Duke Garwood, Miah Moss, YMNK, DNVR, Mariachi Femenil ArrieraSomos, Aeon Seven[1]
- 20 juillet : Boule « Vide son sac », The Songwriters, Ada Oda, Jerry Lease, Violet Indigo, Too Many T's, NIIX
- 27 juillet : I Nu, José McGill, Dead Myth, Cucamaras, TechnoBrass, Museau, Krimaublock party

### Édition 2024
L'édition 2024 se déroule les 4, 11, 18 et 25 juillet 2024.
- 4 juillet : School's Out ; Vif Argent ; Chambre 317 ; Tahiti 80 ; Gallowstreet
- 11 juillet : Cie Gros Ours ; Rébecca ; La Mante ; Maddy Street ; Foray ; Elli De Mon ; PÖ ; Akira & le Sabbat
- 18 juillet : Un soir au Maquis ; La Vie de Quartier ; Aeon Seven ; Adélys ; Phil Vermont ; Havres ; Cindy Pooch ; Little Bob Blues Bastards
- 25 juillet : Eda Diaz ; Gogo Juice ; Huit Nuits ; Akinroots ; Hada ; Lonesome Shack ; QWANQWA ; Imarhan Timbuktu ; Tramhaus

### Édition 2025
L'édition 2025 se déroule les 3, 10, 17 et 24 juillet 2025.
- 3 juillet : School's Out, Quase-ilha, Samba de Mesa, Sauvegarde du patrimoine acoustique, Couleur Terre, Spelim
- 10 juillet : Cassamba, Agathe Plaisance, Audrey Tesson, Amélie Affagard, Nurse, Beach Youth, Melissa Weikart, Karen Lano, Phil Vermont
- 17 juillet : Huka x Huka, Atuva, Flying Blanket Mystery, Ditter, The Soul Seeders, Mind Watcher, Guldeboa, Animal Triste
- 24 juillet : Aeon Seven, Madalitso Band, Le Z, Gene Clarksville & Play, Total Hip Replacement & Anyankofo, Chamaye, GaBlé, Jerry Lease, Christine